# Kahndaq
Kahndaq, es un país fícticio, que hace parte del planeta Tierra, ubicado en Medio Oriente, en la continuidad del Universo DC, se encuentra entre Egipto e Israel, y fue creado para ser aparición en las páginas del cómic de la JSA #43, donde se menciona adicionalmente que se encuentra en el extremo norte de la Península del Sinaí. Fue creado para la editorial DC Comics.

## Historia Ficticia
De acuerdo a los cómics narrados en las páginas de la JSA, Kahndaq es el país natal del antihéroe y némesis de Shazam!, Black Adam. Esto fue porque en este lugar el antes conocido campeón rigió allí como gobernante hace más o menos unos 3600 años, ya que fue le conferido para su protección por parte del mago Shazam. Hacia el año 1600 a. C. Kahndaq fue destruida por el supervillano Ahk-Ton; La esposa y los hijos de Black Adam serían asesinados durante este precipitado ataque. La pérdida de su esposa e hijos le afectaría tanto, que finalmente sería esto lo que le llevaría a tomar medidas extremas para poder proteger a su país natal, por lo que obligaría al mago Shazam a eliminar los poderes de Black Adam, debido a sus acciones que eran contrarias para el papel como campeón. Aquí es cuando se nos da a conocer cómo fue que Adam y sus poderes serían su maldición, que llevó ser sepultado por muchos siglos hasta la era contemporánea del Universo DC.
En los tiempos más recientes, este páis sería gobernado por un dictador al estilo de Saddam Hussein llamado Asim Muhunnad. Muhunnad es depuesto por Black Adam, y un grupo de exmiembros de la Sociedad de la Justicia de América, junto con el héroe conocido como Atom Smasher. Adam luego se declararía como nuevo gobernante de Kahndaq. Kahndaq, durante los acontecimientos de Día de la Venganza y Crisis Infinita, serían uno de los pocos países afectados por la ira de El Espectro. Luego de este feroz ataque, Black Ádam se uniría a villanos como Lex Luthor, y su Sociedad Secreta de Supervillanos, ya que había perdido la ayuda de la JSA debido a sus acciones, a cambio de buscar todo lo posible por proteger su tierra natal.
Tras Crisis Infinita, Adam se dedicaría él mismo a reconstruir su devastado país, y dedicarse a ser el protector de Kahndaq. Adam desde el poder instituyó muchas leyes draconianas, incluidas las ejecuciones públicas cada miércoles (que él mismo llevaría a cabo). Kahndaq también la convirtió en una nación signataria del tratado de Libertad de Poder, que excluye a los metahumanos extranjeros para que operen dentro de las fronteras de los países miembros. Otros países signatarios que forman parte de dicho tratado creado por Black Ádam, serían China, Corea del Norte y Myanmar.
Las fuertes y duras políticas que Adam impuso se atenuarían luego de conocer a Adrianna Tomaz, una joven que Intergang le había presentado como soborno para poder permitirles usar a Kahndaq como base para sus operaciones ilícitas y delictivas. Adam y Adrianna se enamorarían posteriormente, lo que le permitió compartir parte de sus poderes con ella, transformándola en la heroína Isis. Luego de que Adam e Isis se casasen, encontrarían a Amon, el hermano perdido de Adrianna, y Adam lo transforma en Osiris, el superpoderoso. El trío se compromete a convertir a Kahndaq en un paraíso terrenal. Sus planes son efímeros, puesto que Kahndaq sería atacado por una banda de cruminales superpoderosos conocidos como Los Cuatro Jinetes, un cuarteto de seres realzados artificialmente en el vecino país de Bialya. Osiris terminaría convirtiéndose en comida del cocodrilo humanoide conocido como Sobek, que luego de haberse ganado su confianza como su aparente amigo, resulta siendo el jinete de la hambruna, mientras eso sucedía, Isis sería brutalmente asesinada, luego de que Kahndaq se viese afectada por lluvias ácidas enviadas por Pestilencia. Con su último aliento, Isis le dice a Adam que sus métodos son la única forma para proteger a Kahndaq, y le pide que la vengue. Triste y enfurecido, Adam atacaría a Bialya, matando a casi a todos los habitantes, y luego atacaría a China. Tras una feroz, y cruel batalla contra un batallón de superhéroes venidos de todas las regiones del planeta, Adam se vuelve loco e impotente, gracias a los esfuerzos combinados de Capitán Marvel y Zatanna.
La ciudad capital de Kahndaq se llama Shiruta, llamada así por la primera esposa fallecida de Black Ádam. Su bandera consiste en tres rayas horizontales, negras, y blancas, combinadas con tres pirámides dorads, cada una de ellas representando un miembro muerto de la familia de Black Ádam. Al menos uno de sus idiomas oficiales, según la maxiserie semanal 52, es el árabe.

## Apariciones en otros medios

### Película de animación
- Kahndaq también aparece en Justice League vs. Teen Titans.

### Película de acción real
- Esta es la localización de la película de DC Extended Universe, Black Adam (2022), en la cual Dwayne Johnson interpreta al personaje. En la película, en el año 3600 a. C., Kahndaq fue esclavizada por el rey tirano Ahk-Ton, quién buscó el poder de la magia oscura y planeó forjar la Corona de Sabbac para obtener el poder sobrenatural de seis demonios. Después de obtener la corona, Ahk-Ton fue asesinado por Teth-Adam, quién deseo venganza por su familia asesinada. En la época actual, esta ciudad es tomada por la organización criminal Intergang, quienes buscaban el control de la Corona de Sabbac y utilizaban armas de Eternium, con las cuales mataron a muchas personas, entre ellos, el esposo de Adrianna Tomaz. Finalmente ella liberó a Teth-Adam, quien inmediatamente se involucró en una guerra brutal contra Intergang, atrayendo la atención de la Sociedad de la Justicia de América, que buscaba detener a Teth-Adam. En una tregua, enfrentan a Ishmael Gregor, el líder de Intergang y también descendiente del rey Ahk-Ton, quién tomo la corona para luego ser asesinado y enviado a la Roca de la Finalidad al convertirse en el demonio Sabbac para obtener el trono y desatar el infierno a la Tierra. Después de la derrota de Sabbac, Kahndaq fue libre de las amenazas de Intergang.

### Televisión
- En el episodio de la serie animada de la Liga de la Justicia Ilimitada "Historia Antigua", Kahndaq fue Mencionado en un flashback.
- En el episodio de Smallville "Isis", la Diosa Isis (en el cuerpo de Lois) está tratando de usar la Daga de Teth-Adam de Kahndaq para resucitar a su amante Osiris.
- En el episodio "Secretos" de Beware the Batman, Bruce Wayne menciona a Kahndaq como el lugar donde Katana había estado previamente la tuvo el ejército.
- Kahndaq es referenciado en la serie de TV Arrow, en el episodio "Suicide Squad", el equipo intenta robar un gas nervioso que se creó en Kahndaq.
- En el episodio de The Flash "Going Rogue", el Capitán Cold se roba un Diamante de la dinastía Kahndaq.

### Videojuegos
- Kahndaq aparece en DC Universe Online.
- Kahndaq aparece como un escenario en Injustice 2.